# Anomaloscópio de Nagel
O anomaloscópio de Nagel consiste em um aparelho inventado pelo oftalmologista alemão Willibald Nagel (1870–1911) utilizado para diagnóstico de problemas de percepção cromática, principalmente o daltonismo.
O exame consiste em dividir o campo de visão do paciente em duas partes. Uma delas é iluminada por uma luz monocromática amarela padrão, enquanto a outra é iluminada por uma diversas luzes monocromáticas verdes e vermelhas (RGB). O examinado deve mexer em botões de ajuste para tentar igualar as tonalidades dos dois campos visuais, alterando a razão entre a intensidade das luzes vermelha e verde, e modificando a intensidade da luz amarela. Através da comparação entre a tonalidade real e a visualizada pelo paciente é possível determinar qual o tipo e o grau do daltonismo.